# Języki yaguańskie
Języki yaguańskie (jaguańskie, peba-yaguańskie, pebańskie, yewańskie) – rodzina językowa z północno-zachodniej Amazonii. Dziś jej żywym przedstawicielem jest jedynie język yagua.

## Klasyfikacja
- fyla andyjska
- makrorodzina hipotetyczna – języki zaparo-jaguańskie
  - rodzina – yaguańska
    - gałąź peba-yagua
      - język peba – język wymarły, †
      - język yagua [yad] – 5000 użytkowników (2006)

    - język yameo [yme] – język wymarły, †

| Grupy i języki         | Liczba mówiących | Kraje |
| ---------------------- | ---------------- | ----- |
| Języki peba-jaguańskie |                  |       |
| peba                   | 0                | Peru  |
| yagua (yahua, yava)    | 5 000            | Peru  |
| Języki yameo           |                  |       |
| yameo                  | 0                | Peru  |